# Корисници услуга социјалног рада
Корисници услуга социјалног рада су појединци, групе или организације, било да су идентификовани као циљна група или не, који имају директне или индиректне користи од услуга социјалног рада. Упркос постојању распрострањеног мишљења да су корисници услуга социјалног рада (и комплементарних професија) само припадници маргинализованих група или особе у стању тешке животне кризе, данас се сматра да су потенцијални корисници, сви чланови друштва због криза које природно долазе у различитим животним фазама, и које се не могу превазићи без помоћи или подршке.